# Lijst van rijksmonumenten in Schermerhorn
De plaats Schermerhorn telt 11 inschrijvingen in het rijksmonumentenregister. Hieronder een overzicht.
| Object                                                                                               | Oorspronkelijke functie?  | Bouwjaar     | Architect | Locatie         | Coördinaten?                  | Nr.?  | Afbeelding        |
| --- | ------------------------- | ------------ | --------- | --------------- | ----------------------------- | ----- | ----------------- |
| Bovenmolen E                                                                                         | Industrie- en poldermolen | 1633         |           | Molendijk 6     | 52° 35' 58" NB, 4° 52' 31" OL | 33101 | Meer afbeeldingen |
| Bovenmolen G                                                                                         | Industrie- en poldermolen | 1633         |           | Molendijk 8     | 52° 36' 20" NB, 4° 53' 0" OL  | 33102 | Meer afbeeldingen |
| Ondermolen K                                                                                         | Industrie- en poldermolen | 1633         |           | Molendijk 10    | 52° 36' 27" NB, 4° 52' 56" OL | 33103 | Meer afbeeldingen |
| Noorderpolderhuis van de Schermer, gelegen aan de dijk ten noorden van Schermerhorn                  | Bestuursgebouw en onderdl |              |           | Molendijk 11    | 52° 36' 34" NB, 4° 52' 54" OL | 33104 | Meer afbeeldingen |
| Ondermolen D                                                                                         | Industrie- en poldermolen | ca. 1635     |           | Noordervaart 2  | 52° 36' 0" NB, 4° 52' 24" OL  | 33105 | Meer afbeeldingen |
| Poldermolen O                                                                                        | Industrie- en poldermolen | 1635         |           | Noordervaart 20 | 52° 36' 2" NB, 4° 52' 17" OL  | 33106 | Meer afbeeldingen |
| Ondermolen C                                                                                         | Industrie- en poldermolen | ca. 1635     |           | Noordervaart 4  | 52° 36' 3" NB, 4° 51' 25" OL  | 33107 | Meer afbeeldingen |
| Grote Kerk                                                                                           | Kerk en kerkonderdeel     | 1634-1636    |           | Oosteinde 2     | 52° 36' 4" NB, 4° 53' 22" OL  | 33108 | Meer afbeeldingen |
| Voormalig Rechthuis, gepleisterd gebouwtje met zadeldak                                              | Gerechtsgebouw            | 1766 (steen) |           | Westeinde 1     | 52° 36' 5" NB, 4° 53' 21" OL  | 33109 | Meer afbeeldingen |
| Huis met schilddak                                                                                   | Woonhuis                  | 1701         |           | Westeinde 38    | 52° 36' 4" NB, 4° 53' 9" OL   | 33110 | Meer afbeeldingen |
| Boerderij van het Noord-Hollandse stolptype onder deels met pannen en deels met riet gedekt stolpdak | Boerderij                 | 17e eeuw     |           | Noordervaart 17 | 52° 36' 19" NB, 4° 51' 11" OL | 46888 | Meer afbeeldingen |